# Río Tambillos (Rocín)
El río Tambillos o río de los Tambillos es un curso natural de agua que nace en el portezuelo de los Bayos en la cordillera de los Andes de la Región de Valparaíso y fluye con dirección general norte hasta desembocar el río Rocín.

## Trayecto
El río Tambillos nace el portezuelo de los Bayos en la cordillera de los Andes y se dirige hacia el norte y desemboca en el río Rocín

## Historia
Luis Risopatrón lo describe en su Diccionario jeográfico de Chile (1924) sobre el río:: 774 
Tambillos (Rio de los). Recoje las aguas de las faldas W del cordón limitáneo con la Arjentina, corre hacia el NW en un cajón que ofrece algunas vegas aunque jeneralmente taladas i se vácia en la márjen S del curso superior del rio ele El Rocin, del de Putaendo; se ha anotado en diciembre, a 3111. m de altitud, 25° i - 0 5 °C como temperaturas máxima i mínima bajo abrigo i 24 °C como diferencia máxima en 12 horas. 2, 34, p. 382; 61. xv, p. 56; 66, p. 229; 119, p. 56 i 100; 127; 134; i 155; punto en 155, p. 602; i paraje en la p. 794.